# Bodegas Peral
Las bodegas Peral situadas en Colmenar de Oreja, Comunidad de Madrid, España, es una bodega de 1872. Se elaboran vinos bajo la denominación de origen "Vinos de Madrid".

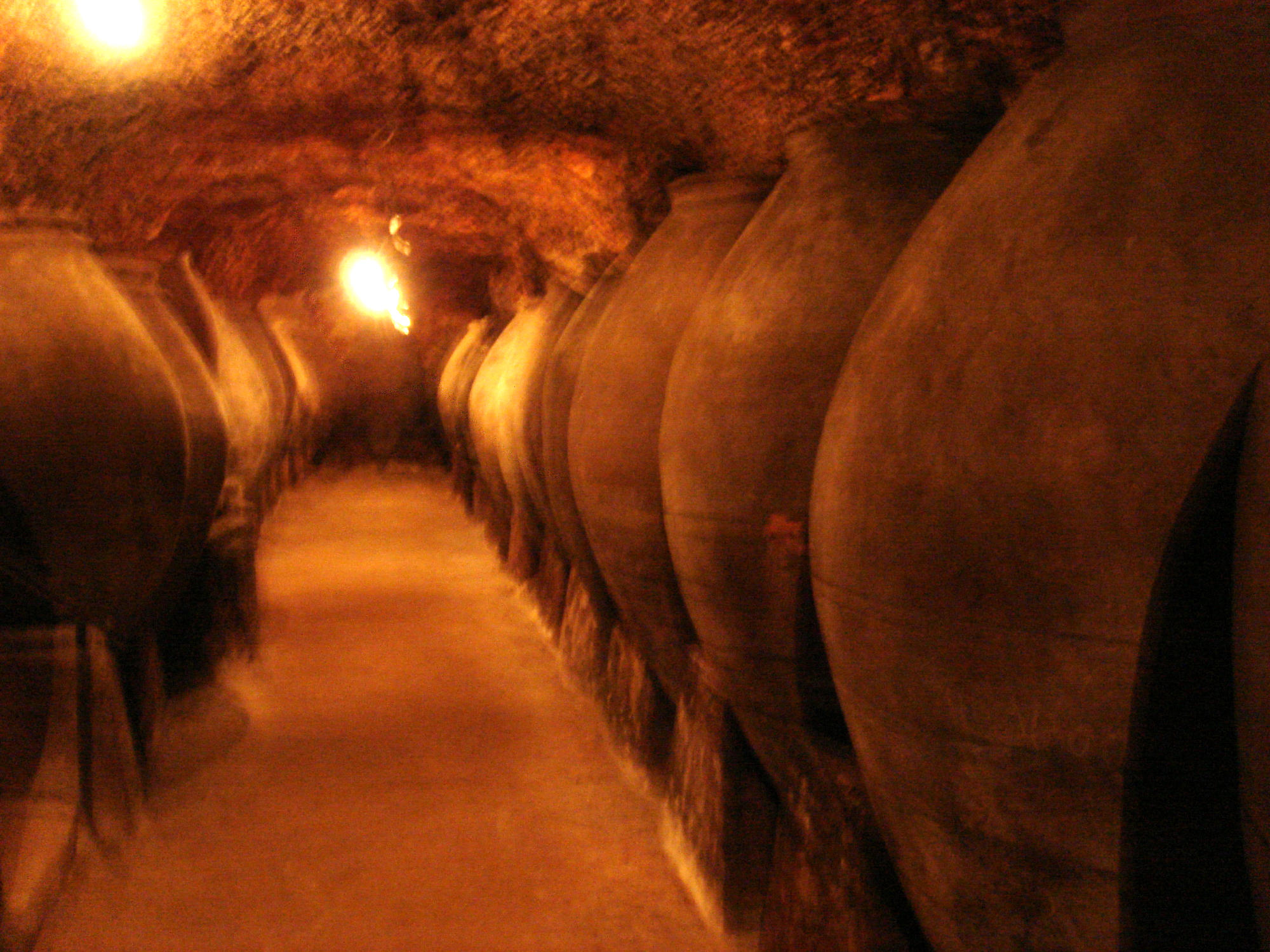
Bodega con tinajas

## Historia
La familia Cuellar funda en 1872 las bodegas debido a la demanda de vino que había en la ciudad de Madrid. La bodega empezó con 31 tinajas que todavía se conservan en perfecto estado. La bodega pasó de la familia Cuéllar a la familia Peral en 1953. En 1983 entra a formar parte de la denominación de origen de "Vinos de Madrid". Un viticultor de Colmenar de Oreja logró guardar unas 1200 cepas que permanecieron intactas de la filoxera.

## Bodega
En 1953 al cambiar de propietario la bodega se decanta por la producción tradicional utilizando técnicas como la "sobremadre", que consiste en fermentar el vino blanco con una parte de los hollejos y también empieza a crear el moscatel de grano menudo. La bodega en la actualidad produce 3000 hectolitros de vino, entre los que se encuentran las variedades blanco, tinto y moscatel de grano menudo con crianza. La bodega cuenta con 9 hectáreas de viñedos propios.

## Vinos
- Peral sobremadre blanco elaborado con uvas de la variedad malvar. La variedad malvar es autóctona de Madrid. Este vino se elabora por la técnica sobremadre. Una vez acabada la fermentación no se trasiega y se macera son sus lías y estos hollejos hasta finales de enero. La temperatura de maceración son entre 16º y 18º. Se embotella directamente desde la cuba de fermentación sin ninguna clarificación ni filtración. Es un vino de color amarillo verdoso brillante.
- La Menina es un vino blanco también de la variedad autóctona de Madrid malvar. Este vino tiene un coupage de 90% fermentación controlada en virgen y el 10% fermentación con maceración.
- Moscatel de grano menudo.
- Peral crianza es un vino que proviene de un viñedo de la zona de Colmenar de Oreja de la variedad tinto Madrid o tempranillo. Este viñedo está situada en un terreno arcilloso –calcáreo de secano con cepas en vaso con una producción de cuatro mil kilos por hectárea. La uva se recolecta en plena madurez y se procesa rápidamente. La fermentación se produce a 20º.
- Peral sobremadre tinto está elaborado con mosto de la variedad malvar y la madre o sonibuero de tempranillo. El resultado es un vino tinto de color rojo rubí.
- Menina tinto procede de parcelas de viñedos propios de la variedad tempranillo, tiene un color rojo rubí con ribetes violáceos de capa media-alta.